# レッグ・ロジャース
レッグ・ロジャース（Reg Rogers、1964年12月23日 - ）は、アメリカ合衆国の俳優。

## 経歴

### 舞台
1996年、フィリップ・バリー作『Holiday』ブロードウェイ再演でトニー賞演劇助演男優賞、ドラマ・デスク・アワードにノミネートされた。2002年、リチャード・グリーンバーグ作のオフ・ブロードウェイ演劇『The Dazzle』でローレンス・オリヴィエ賞主演男優賞を受賞した。
2005年5月、ラトルスティック・プレイライト・シアターで上演されたヨハン・アウグスト・ストリンドベリ作『令嬢ジュリー』のクレイグ・ルーカス版でマリン・ヒンクルと共演した。
2011年、ニューヨークのシェイクスピア・イン・ザ・パークにて『尺には尺を』と『終わりよければ全てよし』に出演した。9月、ロサンゼルスのマーク・テイパー・フォーラムにてテレサ・レベックの新作戯曲『Poor Behavior』に出演した。
2013年8月、ウェストポート・カントリー・プレイハウスにてカーリー・メンチの戯曲『Oblivion』世界初演にジョアンナ・デイと共に主演した。
2014年、『You Can't Take It With You』ブロードウェイ・プロダクションに出演し、ロシアからの亡命者でダンス講師のBoris Kolenkhov役を演じた。
2017年3月、ケヴィン・クライン主演の『Present Laughter』ブロードウェイ・プロダクションに出演し、モリス・ディクソン役を演じた。
2018年9月、ミュージカル『トッツィー』に出演しロン・カーライル役オリジナル・キャストとなり、2019年3月、ブロードウェイに移行した。

## 出演作品
- プリティ・ブライド（ジョージ・スウィリング）
- LAW & ORDER Law & Order（1994、2005、2010）
- ジ・アメリカンズ The Americans（2013-2015）
- The Knick/ザ・ニック The Knick（2014-2015）
- Hell on Wheels（2015-2016）
- LAW & ORDER:性犯罪特捜班 Law & Order: Special Victims Unit（2018）
- The Blacklist/ブラックリスト The Blacklist (2020-)